# Kévin Ledanois
Kévin Ledanois (Noisy-le-Sec, 13 luglio 1993) è un ex ciclista su strada francese.
Professionista dal 2015 al 2024, si è laureato campione del mondo nella categoria under-23 a Richmond 2015. È figlio di Yvon

## Palmarès
- 2013 (UC Nantes Atlantique Under-23, una vittoria)

Trophée Loire-Atlantique
- 2014 (CC Nogent-sur-Oise Under-23, una vittoria)

Tour du Jura
- 2015 (Bretagne-Séché Environnement, una vittoria)

Campionati del mondo, Prova in linea Under-23

## Piazzamenti

### Grandi Giri
- Tour de France

2018: 96º
2019: 103º
2020: 102º
- Vuelta a España

2023: 103º

### Classiche monumento
- Milano-Sanremo

2022: 121º
- Giro delle Fiandre

2022: ritirato
- Parigi-Roubaix

2015: ritirato
- Liegi-Bastogne-Liegi

2016: ritirato
2018: ritirato
2019: ritirato
2021: 114º

### Competizioni mondiali
- Campionati del mondo

Ponferrada 2014 - In linea Under-23: 79º
Richmond 2015 - In linea Under-23: vincitore

### Competizioni europee
- Campionati europei

Nyon 2014 - In linea Under-23: 51º
Herning 2017 - In linea Elite: 73º
Plouay 2020 - In linea Elite: ritirato
- Giochi europei

Baku 2015 - In linea: 10º